# Красносельське (Краснодарський край)
Красносельське — село в Дінському районі Краснодарського краю. Центр Красносельського сільського поселення.
Населення — 3 000 мешканців (2002).
Село розташовано на березі річки Кочети, у степовій зоні, за 6 км північно-західніше районного центру — станиці Дінська.
Село газифіковано і телефонізовано, середня школа, дитсадок, Будинок культури, парк відпочинку, футбольний стадіон — підготовча база футбольного клубу «Кубань» (Краснодар).
Сільгосппідприємство ЗАТ «Красносельске».

## Історія
Село Красносельске було утворено наприкінці 20-х років XX століття шляхом злиття чотирьох хуторів: Красний (раніше Козинцев), Черичечі, Пролетарський і Юго-Восточні Кочети.